# Chapelle catholique apostolique de Lausanne
 (mars 2020).
La chapelle catholique apostolique de Lausanne est un lieu de culte catholique-apostolique irvingienne de Lausanne, en Suisse.

## Histoire
Elle est construite en 1893. Elle est le lieu de culte de l'Église catholique apostolique de Lausanne jusqu'en 1964.

## Description
L'église est de style néo-gothique, comportant une grande authenticité des éléments d'origine aussi bien à l'extérieur qu'à l'intérieur : l'ensemble semble resté tel qu'il l'était au moment de la construction.

## Situation
La chapelle est située à la rue Dr César-Roux n° 27, au lieu-dit « La Solitude ». Légèrement en retrait de la rue, elle est surélevée grâce à un mur de soutènement.

## Description
La chapelle est de style néogothique.